# Жангю Макрой
Жангю Макрой (нід. Jeangu Macrooy; нід. вимова: [ʒɑ̃nˈgy maˈkroːi]; нар. 6 листопада 1993 р.) — суринамський співак і автор пісень. Він народився в Парамарибо, а з 2014 року живе в Нідерландах. Його аудиторія знаходиться в Нідерландах, Суринамі, а все частіше в Бельгії, Франції та Німеччині. Він повинен був представляти Нідерланди на Євробаченні-2020 в Роттердамі, з піснею «Grow», але конкурс був скасований через пандемію COVID-19. Він представляв країну на Євробаченні 2021 з піснею «Народження нового часу» (англ. Birth of a New Age).

## Кар'єра

### Рання кар'єра
У 2011 році разом зі своїм братом-близнюком Ксілланом Макроєм заснував групу Between Towers. Їхній перший та єдиний альбом «Зірки на моєму радіо» вийшов у 2013 році. Провчившись два роки в консерваторії Суринаму в Парамарибо, він переїхав до Нідерландів у 2014 році, щоб вивчати написання пісень в консерваторії ArtEZ в Енсхеде.

### 2015—2019: Випуски альбомів та гастролі
Під час виступу в консерваторії, Макрой зустрівся з музичним продюсером Perquisite і підписав контракт з його лейблом Unexpected Records незабаром після того, як в грудні 2015 року дебютний альбом Brave Enough з'явився в квітні 2016 року, а його перший сингл «Gold» був використаний в рекламі HBO. Через рік, у квітні 2017 року, Макрой випустив свій перший сольний альбом High on You. Альбом досяг 69-го місця в чарті альбомів Голландії.
Обидва релізи супроводжувались гастрольними турами по Нідерландах та виступами як допоміжним актом на концертах за кордоном. Він був першим для Кертіса Гардінга та Айо в Німеччині, а також Тромбона Шорті в Бельгії, Франції та Німеччині. Він також виступав на деяких найбільших музичних фестивалях Нідерландів, включаючи Північно-морський джазовий фестиваль та Низину. У грудні 2017 року Макрой повернувся в Суринам для свого першого концерту зі своїм гуртом у Парамарибо. Його сингл «Dance With Me» був використаний як тематична пісня голландського драматичного фільму «Відкриті моря», прем'єра якого відбулася у 2018 році.
Другий альбом Макрой під назвою Horizon вийшов у лютому 2019 року. Влітку 2019 року він відправився у свій перший власний тур хедлайнерами у три великі міста Німеччини: Кельн, Гамбург та Берлін. Він також грав на всесвітньо відомому фестивалі Reeperbahn у Гамбурзі.
Його пісня «High on You» досягла великого успіху в Суринамі, очолюючи Nationale Top 40 Suriname.

### 2020— тепер: Конкурс пісні Євробачення
10 січня 2020 року було оголошено, що Макрой представлятиме Нідерланди на Євробаченні-2020 у Роттердамі. Після скасування шоу було оголошено, що Жангю ще раз представлятиме країну на Євробаченні — 2021. Жангю — не перший голландський виконавець Євробачення із суринамським походженням, оскільки Хамфрі Кемпбелл (Євробачення 1992) та Рут Джекотт (Євробачення 1993) народилися в Суринамі до переїзду до Нідерландів.
4 березня 2021 року вийшла пісня Макроя «Народження нового часу». Пісня стане першим виступом на Євробаченні, на якому звучить мова Sranan Tongo.

## Виступи на телебаченні

### De Wereld Draait Door
Макрой був постійним гостем голландського шоу-шоу De Wereld Draait Door (DWDD). Окрім виконання власної музики, він віддав шану іншим виконавцям, включаючи Стіві Вандера, Джорджа Майкла та «Блакитні діаманти». Він також виконав «The Times They Are a-Changin» Боба Ділана в спеціальній ретроспективній трансляції шоу. Протягом сезону 2018—2019 років шоу Макрой заспівав кілька пісень Пола Саймона та Елтона Джона, які оголосили про свої прощальні гастролі на початку 2018 року.

## Особисте життя
Жангю Макрой є відкритим геєм.

## Дискографія

### Студійні альбоми
| High on You                                                                     | - Випущено: 14 квітня 2017 р - Лейбл: Unexpected Records - Формати: цифрове завантаження, компакт-диск | 69 |
| Horizon                                                                         | - Випущено: 8 лютого 2019 р - Лейбл: Unexpected Records - Формати: цифрове завантаження, компакт-диск  | -  |
| «-» позначає запис, який не склав діаграми або не був виданий на цій території. | |    |

### Живі альбоми
| Назва | Деталі                                                                                                   |
| ----- | --- |
| Live! | - Випущено: 6 листопада 2019 р - Лейбл: Unexpected Records - Формати: цифрове завантаження, компакт-диск |

### Мініальбоми
| Назва        | Деталі                                                                                  |
| ------------ | --------------------------------------------------------------------------------------- |
| Brave Enough | - Випущено: 7 квітня 2016 р - Лейбл: Unexpected Records - Формати: Цифрове завантаження |

### Інші альбоми
- Зірки на моєму радіо (2013) (альбом зарахований до Between Towers)

### Сингли
| «Gold»                                                                          | 2016 | -  | Brave Enough      |
| «To Love Is to Hurt»                                                            | 2016 | -  | Brave Enough      |
| «Brave Enough»                                                                  | 2016 | -  | Brave Enough      |
| «Step Into the Water»                                                           | 2017 | -  | High On You       |
| «Crazy Kids» (за участю Ксіллана)                                               | 2017 | -  | High On You       |
| «High On You»                                                                   | 2017 | -  | High On You       |
| «Tell Me Father»                                                                | 2017 | -  | High On You       |
| «How Much I Love You»                                                           | 2018 | -  | Horizon           |
| «Dance with Me»                                                                 | 2018 | -  | Horizon           |
| «Shake Up This Place»                                                           | 2019 | -  | Horizon           |
| «Second Hand Lover»                                                             | 2019 | -  | Horizon           |
| «Grow»                                                                          | 2020 | 48 | Non-album singles |
| «Birth of a New Age»                                                            | 2021 | -  | Non-album singles |
| «-» позначає запис, який не склав діаграми або не був виданий на цій території. |      |    |                   |

## Нагороди та номінації
| Рік  | Премія              | Категорія                  | Результат |
| ---- | ------------------- | -------------------------- | --------- |
| 2017 | Edison Music Awards | Best Newcomer              | Номінація |
| 2018 | Edison Music Awards | Best Album («High On You») | Номінація |